# Казалорцо Ђеролди (Кремона)
Казалорцо Ђеролди је насеље у Италији у округу Кремона, региону Ломбардија.
Према процени из 2011. у насељу је живело 55 становника. Насеље се налази на надморској висини од 35 м.